# Onnion
Onnion est une commune française située dans le département de la Haute-Savoie, en région Auvergne-Rhône-Alpes.
Elle accueille avec Bogève, Viuz-en-Sallaz et Saint-Jeoire la station de sports d'hiver des Brasses.

## Géographie
Onnion est une commune de la vallée du Risse située à 5 km au nord de Saint-Jeoire.
Le village est situé à 790 m d'altitude, blotti au pied du massif des Brasses, face au sommet de Haute Pointe.

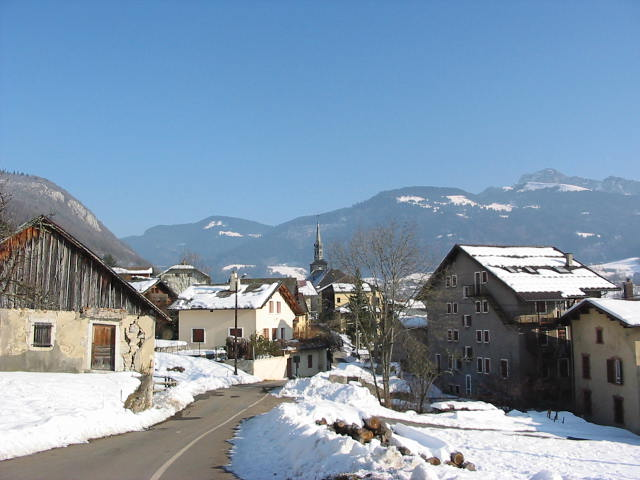
Le village.
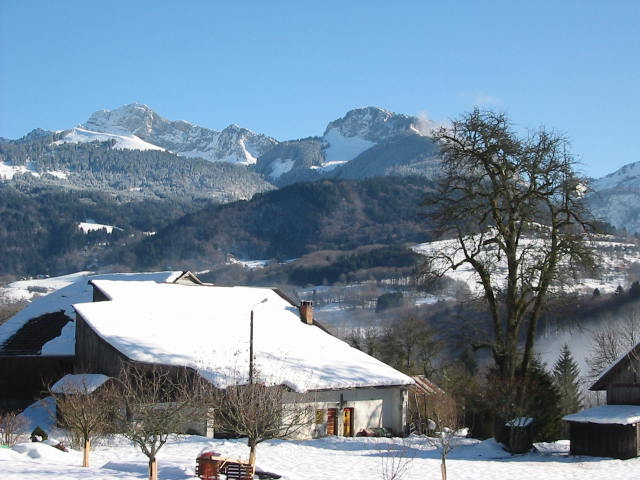
Haute Pointe.

## Urbanisme

### Typologie
Au 1er janvier 2024, Onnion est catégorisée commune rurale à habitat dispersé, selon la nouvelle grille communale de densité à sept niveaux définie par l'Insee en 2022.
Elle est située hors unité urbaine. Par ailleurs la commune fait partie de l'aire d'attraction de Genève - Annemasse (partie française), dont elle est une commune de la couronne,. Cette aire, qui regroupe 158 communes, est catégorisée dans les aires de 700 000 habitants ou plus (hors Paris),.

### Occupation des sols
L'occupation des sols de la commune, telle qu'elle ressort de la base de données européenne d’occupation biophysique des sols Corine Land Cover (CLC), est marquée par l'importance des forêts et milieux semi-naturels (77,1 % en 2018), en diminution par rapport à 1990 (78 %). La répartition détaillée en 2018 est la suivante : 
forêts (57,2 %), milieux à végétation arbustive et/ou herbacée (19,8 %), zones agricoles hétérogènes (19 %), zones urbanisées (3,8 %), prairies (0,2 %), espaces ouverts, sans ou avec peu de végétation (0,1 %).
L'IGN met par ailleurs à disposition un outil en ligne permettant de comparer l’évolution dans le temps de l’occupation des sols de la commune (ou de territoires à des échelles différentes). Plusieurs époques sont accessibles sous forme de cartes ou photos aériennes : la carte de Cassini (XVIIIe siècle), la carte d'état-major (1820-1866) et la période actuelle (1950 à aujourd'hui).

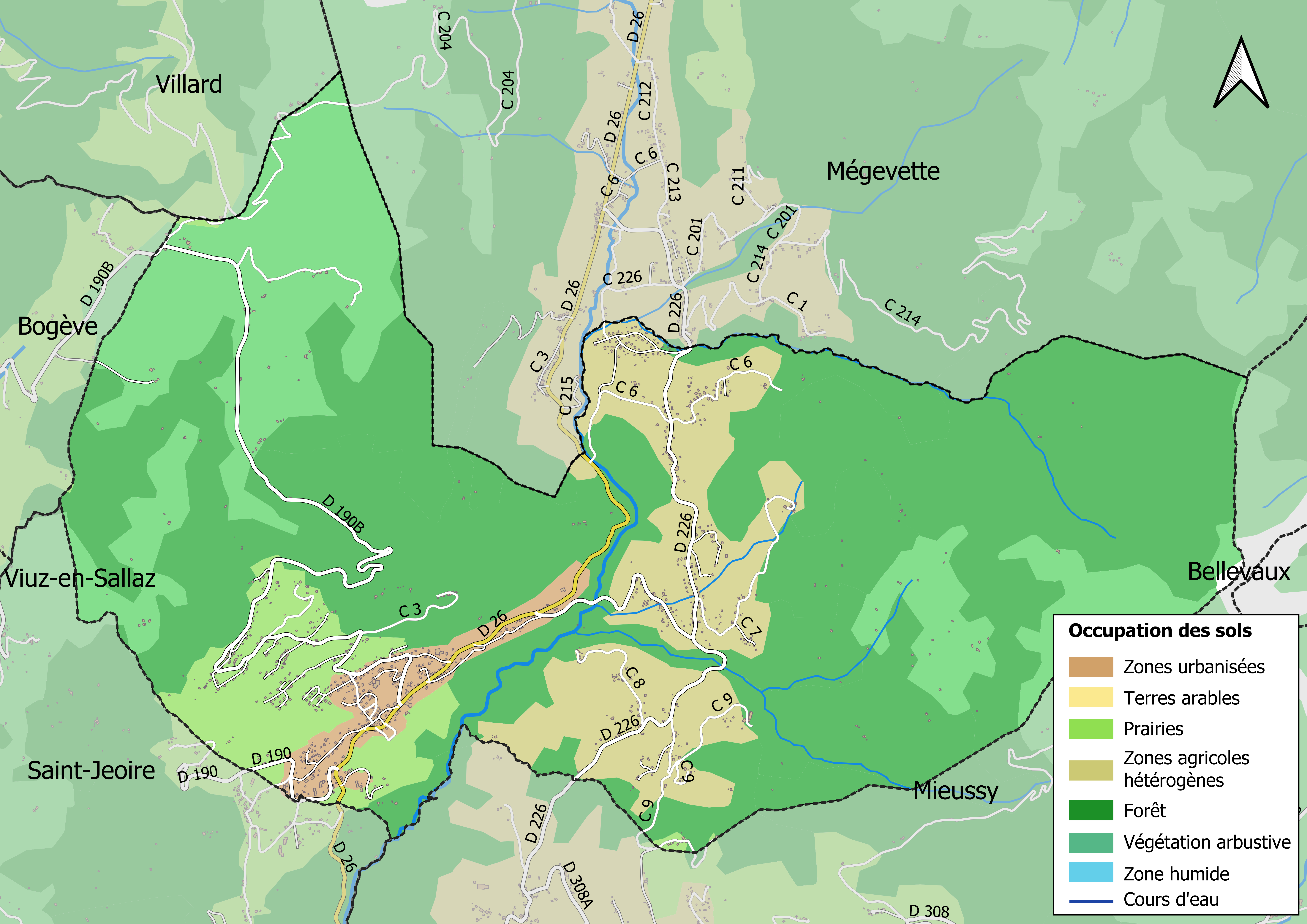
Carte des infrastructures et de l'occupation des sols en 2018 (CLC) de la commune.
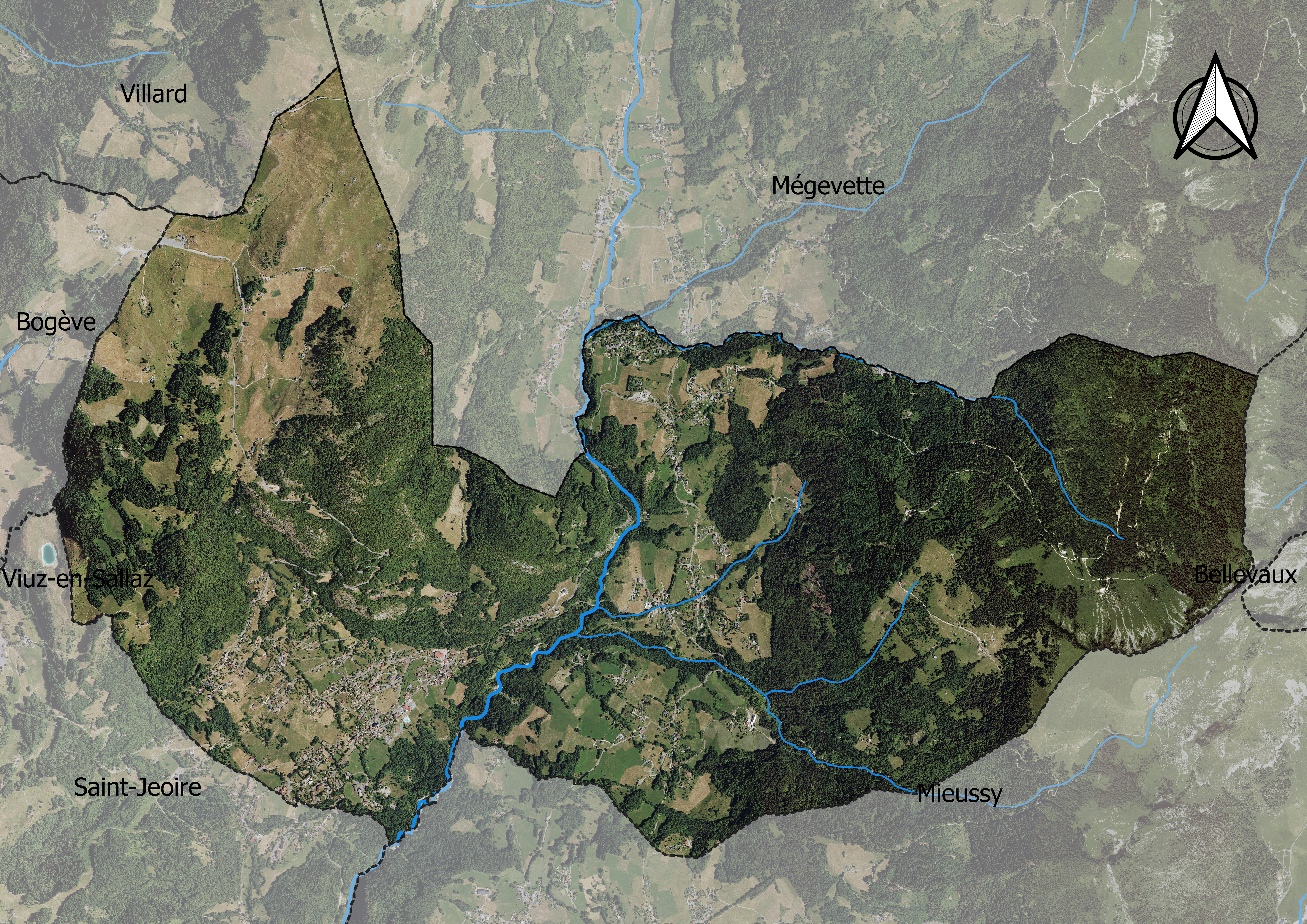
Carte orthophotogrammétrique de la commune.

## Toponymie
Le toponyme Onnion dérive très probablement du nom gaulois du frêne, onno.
La paroisse est mentionnée en 1288 sous la graphie Ognuns. On trouve au cours des siècles suivants les formes Ugnyons (1327), Ognions (1416), Ognon (1793) puis Onion au XIXe siècle.
En francoprovençal, le nom de la commune s'écrit Onyon (graphie de Conflans) ou Onion (ORB).

## Histoire
Les toutes premières traces de présence humaine de la région ont été observées dans la grotte du Baré, située à une altitude de 1 190 m. Plusieurs campagnes de fouille dans les années 1950 ont ainsi permis de mettre au jour des outils réalisés en silex et des ossements animaux « comme l'ours et le lion des cavernes mais aussi des espèces encore présentes comme le lynx boréal, l'ours brun, le loup, le renard, le blaireau, la martre, le cerf élaphe, le bouquetin, le chamois, le lièvre européen, la marmotte », sur une période allant de -60 000 à -30 000 ans. Depuis 2013, la grotte a été murée afin d'en protéger l'accès et préserver le site.

## Politique et administration
| Période      | Période    | Identité       | Étiquette | Qualité             |
| ------------ | ---------- | -------------- | --------- | ------------------- |
| mars 1964    | mars 1995  | Louis Gervais  | ...       | ...                 |
| mars 1995    | mars 2008  | Paul Jacquard  | ...       | ...                 |
| mars 2008    | avril 2014 | Fernand Bosson | ...       | ...                 |
| avril 2014   | juin 2021  | Yvon Berthier  | ...       | ...                 |
| Janvier 2024 | En cours   | André Gervais  |           | Gérant d'entreprise |

## Population et société

### Démographie
Ses habitants sont les Onnionais.
L'évolution du nombre d'habitants est connue à travers les recensements de la population effectués dans la commune depuis 1793. Pour les communes de moins de 10 000 habitants, une enquête de recensement portant sur toute la population est réalisée tous les cinq ans, les populations de référence des années intermédiaires étant quant à elles estimées par interpolation ou extrapolation. Pour la commune, le premier recensement exhaustif entrant dans le cadre du nouveau dispositif a été réalisé en 2008.

En 2022, la commune comptait 1 281 habitants, en évolution de +0,39 % par rapport à 2016 (Haute-Savoie : +6,01 %, France hors Mayotte : +2,11 %).
| 1793 | 1800 | 1806 | 1822 | 1838 | 1848  | 1858 | 1861 | 1866 |
| ---- | ---- | ---- | ---- | ---- | ----- | ---- | ---- | ---- |
| 658  | 757  | 819  | 868  | 998  | 1 053 | 902  | 917  | 932  |

| 1872 | 1876 | 1881 | 1886 | 1891 | 1896 | 1901 | 1906 | 1911 |
| ---- | ---- | ---- | ---- | ---- | ---- | ---- | ---- | ---- |
| 973  | 962  | 956  | 875  | 845  | 865  | 830  | 856  | 749  |

| 1921 | 1926 | 1931 | 1936 | 1946 | 1954 | 1962 | 1968 | 1975 |
| ---- | ---- | ---- | ---- | ---- | ---- | ---- | ---- | ---- |
| 614  | 599  | 536  | 521  | 515  | 460  | 420  | 344  | 340  |

| 1982 | 1990 | 1999 | 2006  | 2008  | 2013  | 2018  | 2022  | - |
| ---- | ---- | ---- | ----- | ----- | ----- | ----- | ----- | - |
| 423  | 642  | 786  | 1 059 | 1 137 | 1 266 | 1 309 | 1 281 | - |

### Enseignement
Onnion est située dans l'académie de Grenoble.
Elle administre une école primaire (maternelle et  élémentaire) publique regroupant 146 élèves en 2015-2016,.

### Manifestations culturelles et festivités
Depuis 2009, la fête de la Fleur est l'animation du printemps, vente de fleurs et légumes, animations, spectacles, conférence... organisation Sou des écoles - 2e samedi de mai.
Chaque année, au mois d'août, avait lieu, sur le plateau de Plaine Joux, le festival des musiques alpines « feufliazhe » (fête au village en patois local). Cet événement est une concentration de musiciens des différents pays de l'arc alpin européen et a très vite su s'imposer comme un événement majeur dans la commune d'Onnion.
À compter de l'édition 2015, ce festival se déroule à Habère-Poche.
Dernier samedi d'août, vide-grenier organisé par le Sou des écoles.
Premier samedi de septembre : LOTO organisé par l'association Mimi'Ride qui soutient la jeune skieuse freeride d'Onnion : Emilie CRUZ (slopetyle et halfpipe)
En décembre, la fête de Noël, organisée par le comité des fêtes et le Sou des écoles, rassemble la jeunesse du village... marché, spectacles, défilés...

## Économie

### Agriculture
- Exploitation des forêts.
- Alpages.
- Chèvrerie des Barattes.

### Tourisme
La commune partage avec plusieurs communes voisines le domaine skiable des Brasses.
En 2014, la capacité d'accueil de la station, estimée par l'organisme Savoie Mont Blanc, est de 2 719 lits touristiques répartis dans 516 structures. Les hébergements se répartissent comme suit : 156 meublés ; un hôtel et 2 centres ou villages de vacances/auberges de jeunesse.

## Culture locale et patrimoine

### Lieux et monuments
- L'église Saint-Maurice a été édifiée entre 1824 et 1829[17], dont la cloche de 1732 est un objet classé[18].
- Chapelle Saint-François-Jaccard de Sévillon.
- Pont de la Tourne : enjambant le Risse et reliant les deux versants de la commune, il a été achevé en 1907. C'est une œuvre architecturale importante à découvrir.
- La fontaine offerte par G. Cabuis, ancien résistant.
- Les Brasses : station de ski familiale face au mont Blanc.

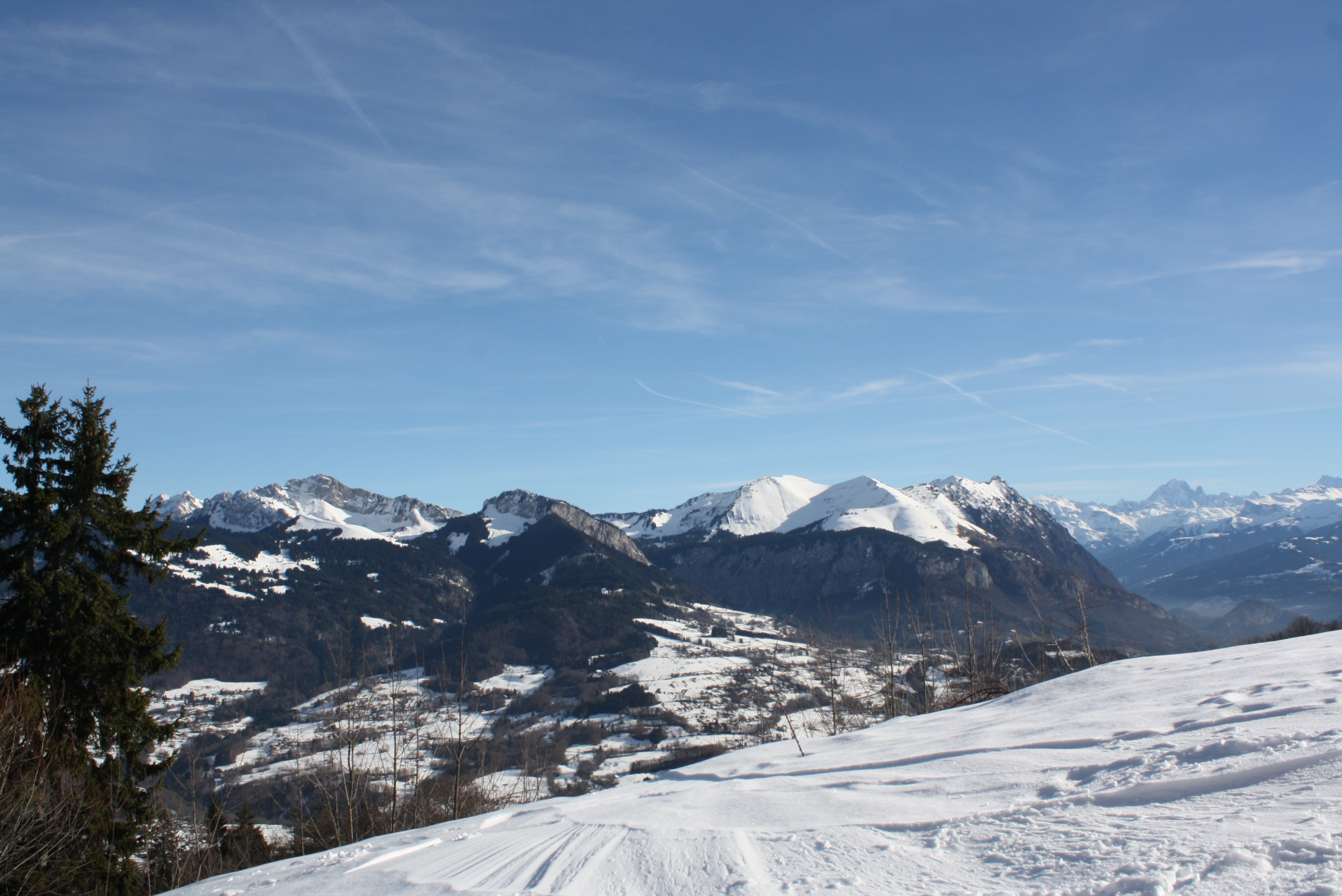
Les Brasses.
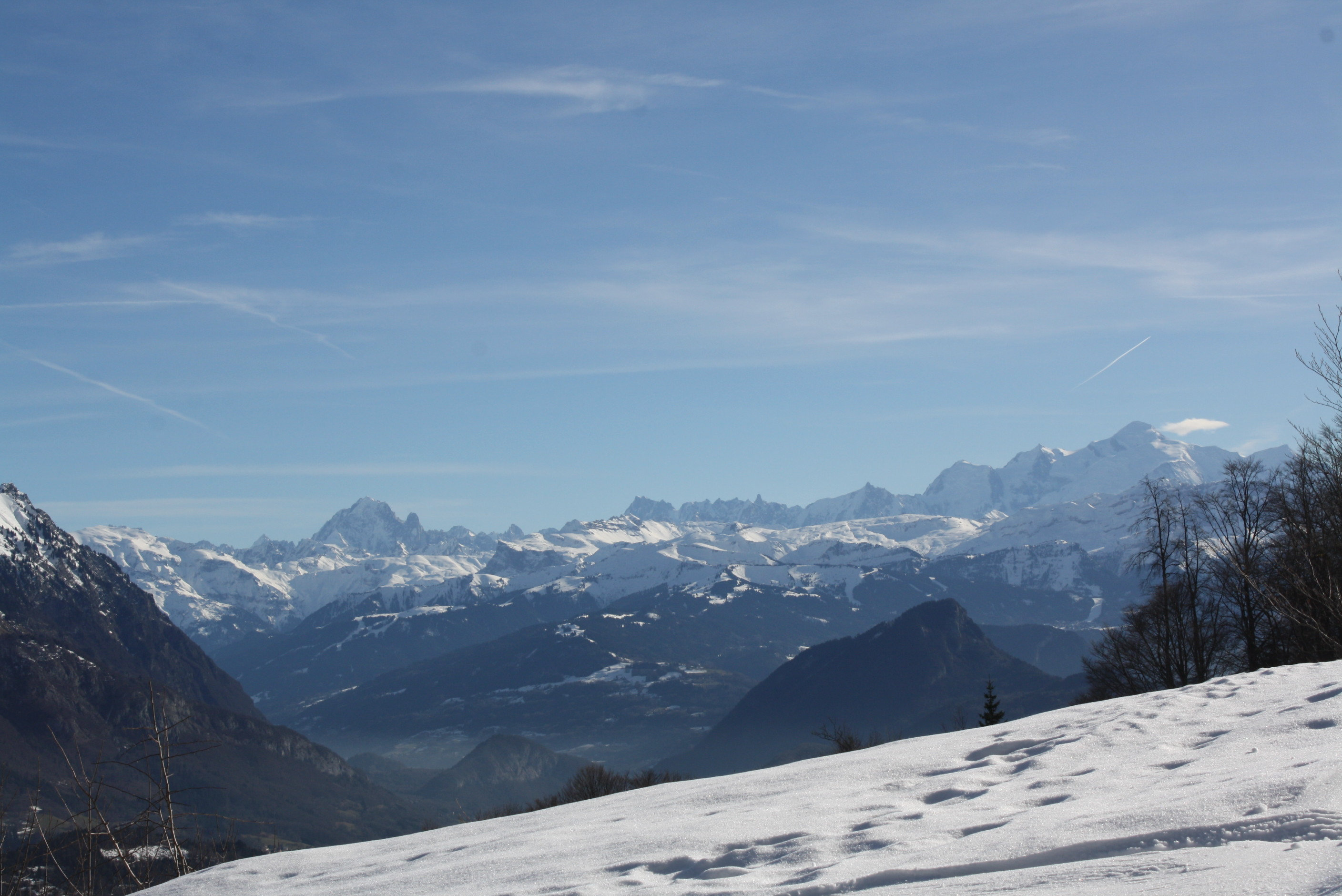
Le mont Blanc face aux Brasses.
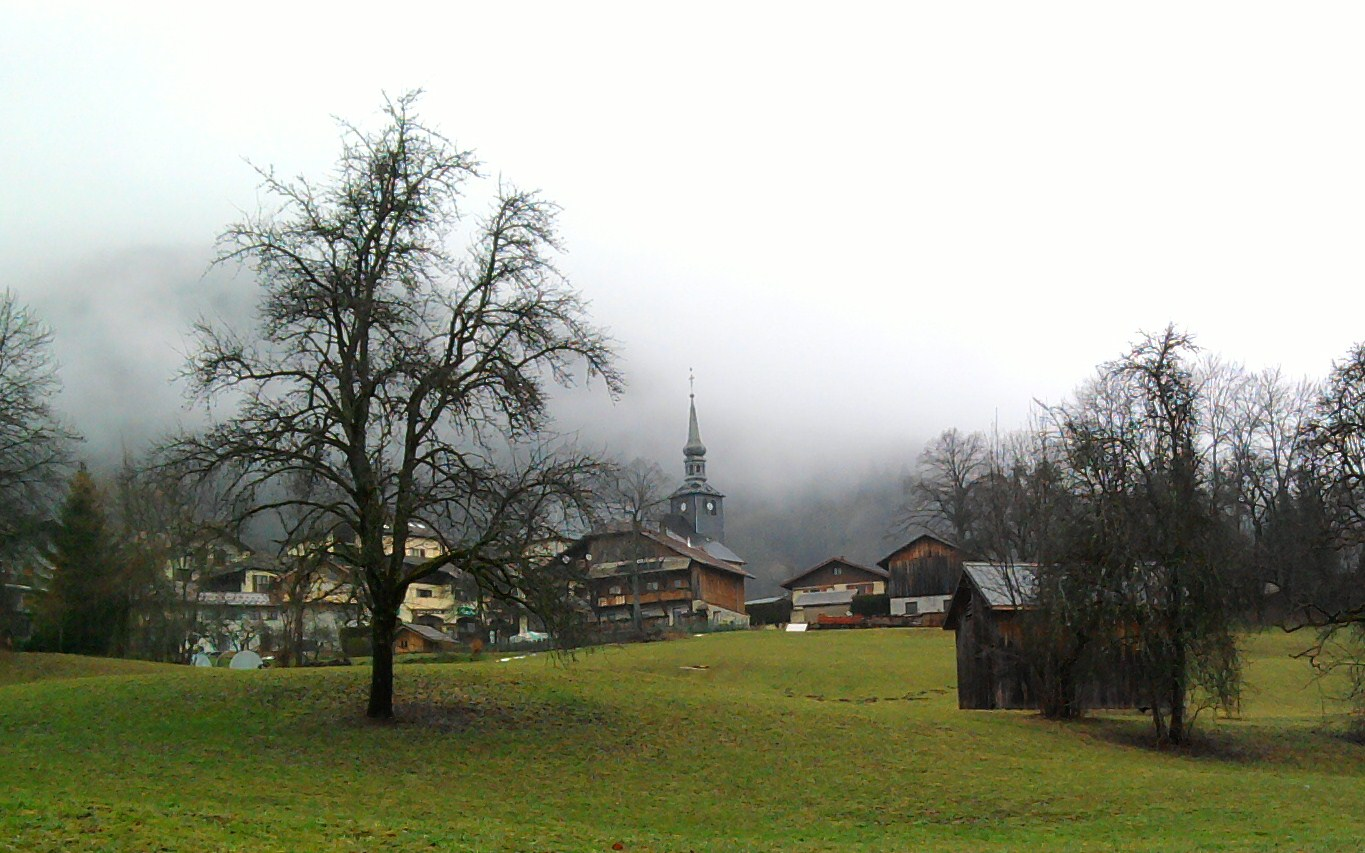
Le village.
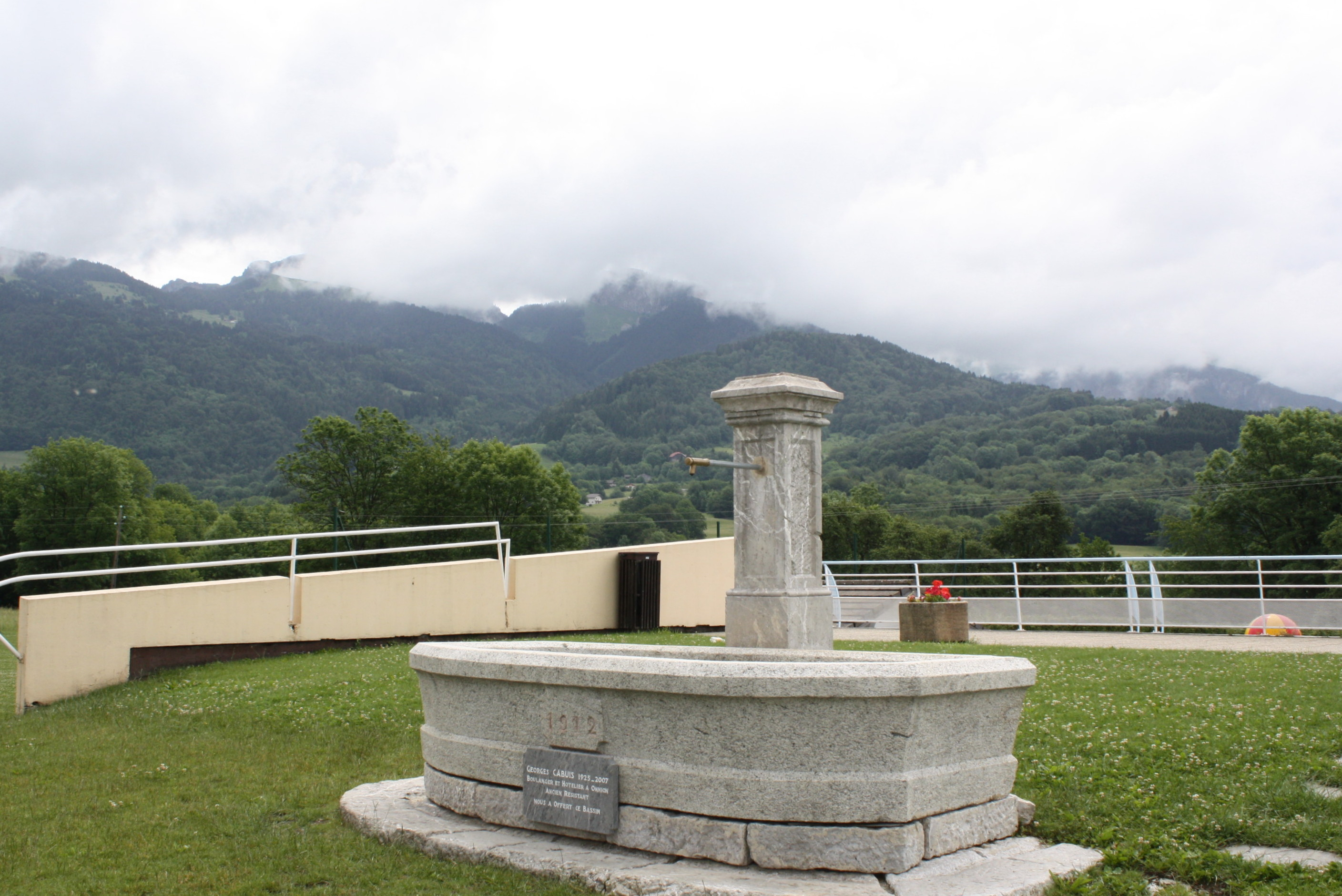
La fontaine.
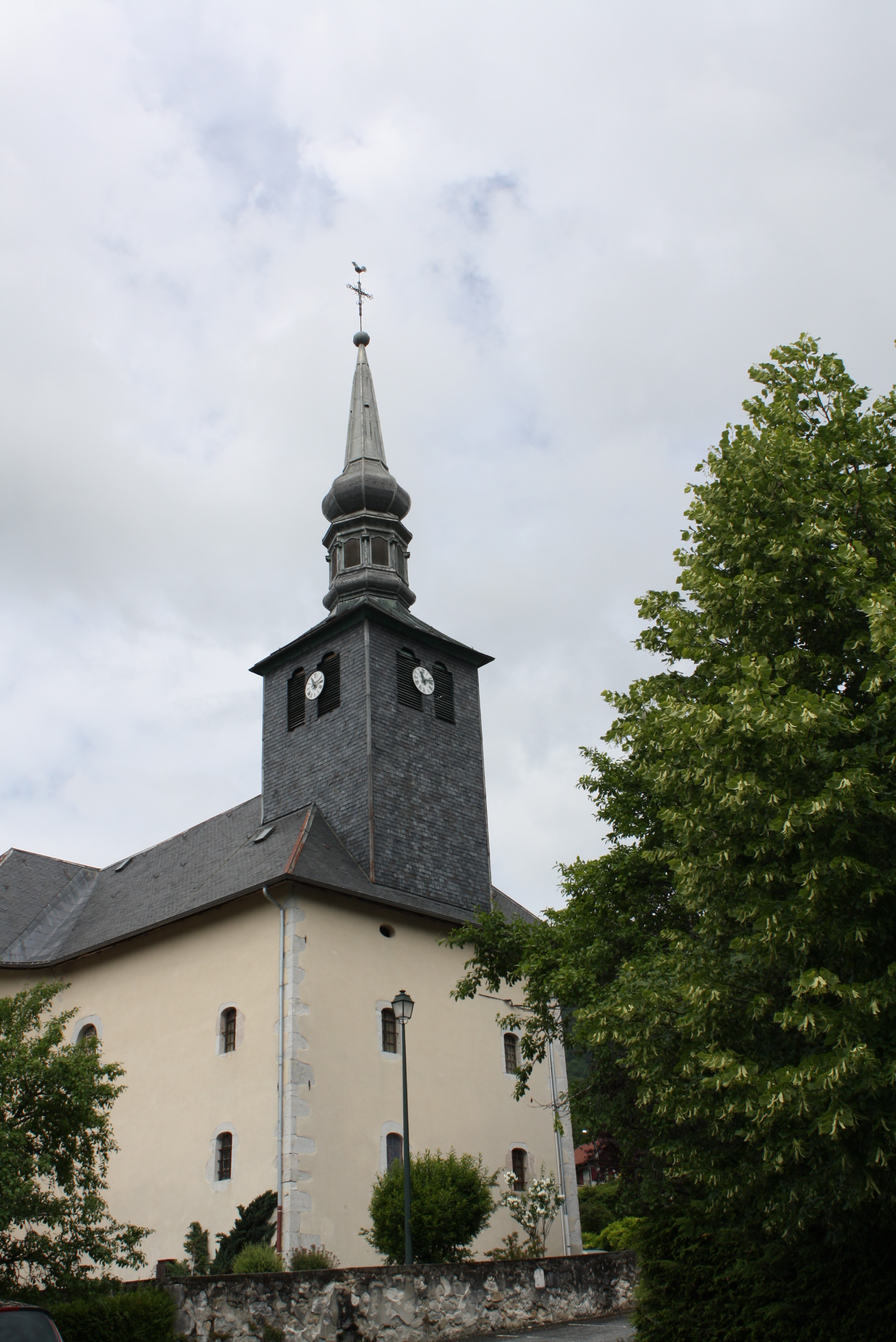
L'église.
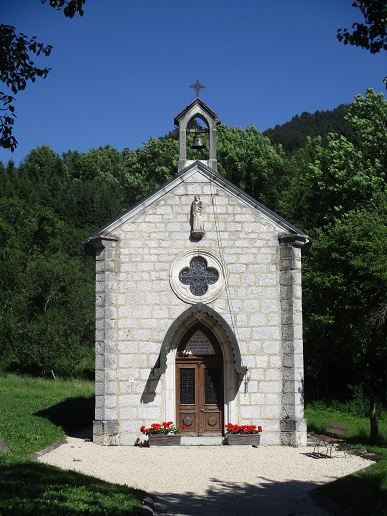
La Chapelle Saint-François Jacquard de Sévillon.

### Personnalités liées à la commune
- Saint François Jaccard est né à Onnion en 1799.